# 2020年科技
2020年在科學技術領域所發生重要的事件。

## 醫學
- 1月1日 - 中華人民共和國武漢市傳出不明原因肺炎事件。
- 1月7日 - 中國官方成立的專家小組判定，武漢不明原因肺炎來自一種新型冠狀病毒 （SARS-CoV-2），與SARS及中東呼吸症候群（MERS）的禍首相近[1][2]。

## 天文
- 1月1日 - 印度在最近一次探月任務登陸失敗後，宣佈第3次登月任務「月船三號」獲得批准，將搭載類以配備，包括登陸器和探測車，但無軌道飛行器[3]。
- 1月6日 - 美國太空總署宣佈，凌日系外行星巡天卫星發現一顆距離地球僅100光年且大小相近的行星TOI-700 d，位於適居帶內，可能有水[4]。
- 1月11日 - 被譽為「中華人民共和國天眼」的球面射電望遠鏡（FAST）順利通過國家驗收，投入正式運行[5]。
- 1月16日 - 中國銀河航天在酒泉衛星發射中心用快舟一號甲運載火箭，成功將首顆通信能力達10Gbps的低軌寬頻通信衛星[6]。

## 地理

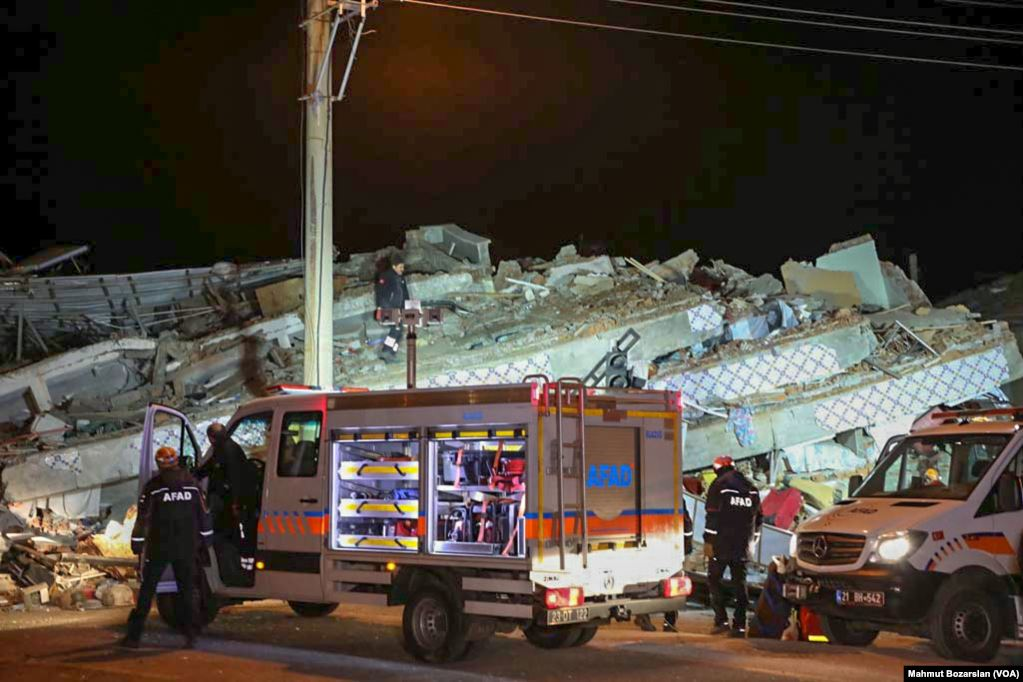
土耳其埃拉澤地震災情

- 1月24日 - 土耳其埃拉澤地震，此次地震造成至少有41人罹難，1,600多人受傷，地震矩規模為6.7

## 生物
- 1月2日 - 國際學術期刊《整體環境科學》發佈一篇研究論文估計，曾經是中華人民共和國淡水魚之王的長江白鱘在2005-2010年時已經滅絕。

## 電腦資訊
- 1月14日 - 微軟結束對操作系統Windows 7的全部技術支援[7]。

## 重大獎項

### 諾貝爾獎
- 物理學：羅傑·彭羅斯、賴因哈德·根策爾、安德烈娅·盖兹
- 化學：埃馬紐埃爾·卡彭蒂耶、詹妮弗·杜德納
- 醫學：哈維·阿爾特、麥可·霍頓、查爾斯·賴斯
- 文學：路易絲·格呂克
- 和平：世界糧食計劃署
- 經濟學：保羅·米爾格龍、羅伯特·威爾遜

### 唐獎
- 永續發展獎：珍·古德
- 生技醫藥獎：查爾斯·迪納雷羅、馬克·費爾德曼、岸本忠三
- 漢學獎：王賡武
- 法治獎：孟加拉環境法律人協會（英语：Bangladesh Environmental Lawyers Association）、實現正義：法律、正義暨社會中心（英语：Dejusticia）、 法律實踐進程組織